# Wiaczesław Wojnarowski (urzędnik konsularny)
Wiaczesław Anatolijowycz Wojnarowski ukr. Вячеслав Анатолійович Войнаровський (ur. 14 listopada 1971 we Lwowie) – ukraiński urzędnik konsularny, od 14 marca 2020 jest konsulem generalnym Ukrainy w Krakowie. 

## Życiorys
W 1997 roku kończył Lwowską Akademię Sztuk Pięknych, a w 2001 roku Uniwersytet Lwowski (prawo międzynarodowe). W latach 1997–1998 pracował w lwowskim urzędzie obwodowym. W 1998 roku pracował w Ministerstwie Spraw Zagranicznych Ukrainy. 
W latach 1998–2002 pracował na stanowisku sekretarza w ambasadzie Ukrainy w Warszawie odpowiadając za współpracę kulturalno-humanistyczną. W latach 2002–2005 był kierownikiem przedstawicielstwa MSZ Ukrainy we Lwowie. W latach 2005–2009 był kierownikiem wydziału konsularnego w Ambasadzie Ukrainy w Polsce. W latach 2009–2020 był ponownie kierownikiem przedstawicielstwa MSZ Ukrainy we Lwowie.
14 marca 2020 roku został konsulem generalnym Ukrainy w Krakowie.

## Odznaczenia
- Nagroda Rady Najwyższej Ukrainy (2012)[2]
- Odznaka Lwowskiej Rady Obwodowej (2016)